# Coupe d'Algérie de football 1967-1968
 (février 2024).
- Si vous ne connaissez pas le sujet, laissez ce bandeau (vous pouvez alors contacter les auteurs).
- Si vous supprimez le contenu mis en cause (vous pouvez préalablement contacter les auteurs),

argumentez précisément cette suppression dans la page de discussion
(un manque de référence n'est pas un argument ; une recherche réelle de référence doit avoir été effectuée, être formellement documentée).
Navigation
Coupe d'Algérie
1966-1967 Coupe d'Algérie
1968-1969
La Coupe d'Algérie de football 1967-1968 voit une nouvelle fois la victoire de l'ES Sétif, qui bat le NA Hussein Dey en finale.
C'est la 4e Coupe d'Algérie remportée par l'ES Sétif et c'est la 1re fois que le NA Hussein Dey atteint la finale de cette compétition.
L'ES Sétif conserve ainsi son titre acquis en 1967.

## Trente-deuxièmes de finale
Les matchs se sont joués le 9 décembre 1967 et 10 décembre 1967
Les matchs du 5e tour régional Ouest (LOFA Oran) se sont joués 10 décembre 1967.
| Ligue de l'Ouest (5e tour régional) |                       |                          |                            |                                                                                  |                                       |                          |  |  |
| 1                                   | CR Témouchent         | 0 - 1                    | ES Mostaganem              | Kheirat 31e                                                                      | Stade Bouakeul (Oran)                 |                          |  |  |
| 2                                   | WA Tlemcen            | 1 - 1(*)                 | RC Relizane                | Bettioui 40e / Benadda 11e                                                       | Stade Bouakeul (Oran)                 |                          |  |  |
| 2                                   | WA Tlemcen            | 0 - 2                    | RC Relizane                | Benadda 67e Guittoun 86e                                                         | match rejoué le 24/12/1967 à Sig      |                          |  |  |
| 3                                   | SCM Oran              | 3 - 2                    | RC Oran                    | Ali Chérif 25e Bridji 57e Bouhizeb 60e / Tamengo 30e Daho 72e                    | à Mers El Kébir                       |                          |  |  |
| 4                                   | MC Saida              | 1 - 3 a.p                | Nadjah AC                  | Tlemcani 20e (pen.) / Djamel 37e Omar 107e Dbbagh 112e                           | Stade des 3 frères Amarouch SBA       |                          |  |  |
| 5                                   | USM Bel-Abbes         | 1 - 0                    | EM Oran                    | Dehim 73e                                                                        | à Ain Témouchent                      |                          |  |  |
| 6                                   | MC Oran               | 3 - 0                    | IS Tighennif               | Freha 11e Belabbés 20e Krimo 68e                                                 | à Mohammadia                          |                          |  |  |
| 7                                   | JSM Tiaret            | 4 - 0                    | USM Oran                   | Benouali 10e Beldjillali 49e Madjid 50e Amara 82e                                | à Stade de Meflah Aoued, Mascara      |                          |  |  |
| 8                                   | ASM Oran              | 2 - 0                    | La Marsa                   | Bessol 80e Kechra 85e                                                            | à Mostaganem                          |                          |  |  |
| 9                                   | CAM Mostaganem        | 1 - 3                    | US Van Oran (les verreies) | Naas 10e (csc) / El Madi 51e Benali 69e 82e                                      | a Arzew                               |                          |  |  |
| 10                                  | GC Mascara            | 5 - 3                    | USM Trézel                 | Gueddim 10e 14e Boudjllal 30e 60e Maamar 35e / Saffi 12e Ait Said 33e Madjid 63e | à Relizane                            |                          |  |  |
| Ligue du Centre                     |                       |                          |                            |                                                                                  |                                       |                          |  |  |
| 1                                   | MC Alger              | 3 - 1                    | MS Cherchell               | Aouadj I 48e, Tahir 70e                                                          | Stade Saint Eugéne (Bologhine), Alger |                          |  |  |
| 2                                   | JS Kabylie            | 3 - 1                    | El Asnam SO                |                                                                                  | Stade des Frères-Brakni, (Blida)      |                          |  |  |
| 3                                   | CR Belcourt           | 2 - 0                    | JS El Biar                 |                                                                                  |                                       |                          |  |  |
| 4                                   | RC Kouba              | 4 - 0                    | AS Dellys                  |                                                                                  |                                       |                          |  |  |
| 5                                   | USM Alger             | 2 - 1                    | JSC Douéra                 |                                                                                  |                                       |                          |  |  |
| 6                                   | OMR El Anasser        | 5 - 1                    | NR Bou Ismail              |                                                                                  |                                       |                          |  |  |
| 7                                   | WA Rouiba             | 2 - 1                    | ES Hamma                   |                                                                                  |                                       |                          |  |  |
| 8                                   | OM Saint Eugène       | 3 - 1                    | JJ Azzazga                 |                                                                                  |                                       |                          |  |  |
| 9                                   | NA Hussein Dey        | 3 - 1                    |                            |                                                                                  |                                       |                          |  |  |
| 10                                  | USM Blida             | -                        |                            |                                                                                  |                                       |                          |  |  |
| Ligue de l'Est                      |                       |                          |                            |                                                                                  |                                       |                          |  |  |
| 1                                   | MO Constantine        | 1 - 4                    | USM Annaba                 |                                                                                  |                                       |                          |  |  |
| 2                                   | ES Guelma             | 4 - 0                    | AS Khroub                  |                                                                                  |                                       |                          |  |  |
| 3                                   | MSP Batna             | 0 - 2                    | JS Jijel                   |                                                                                  |                                       |                          |  |  |
| 4                                   | AS Aïn M'lila         | 2 - 1                    | USM Khenchela              |                                                                                  |                                       |                          |  |  |
| 5                                   | SA Sétif              | 5 - 2                    | Red Star Annaba            |                                                                                  |                                       |                          |  |  |
| 6                                   | CA Bordj Bou Arreridj | 2 - 0                    | JS Annaba                  |                                                                                  |                                       |                          |  |  |
| 7                                   | ES Souk Ahras         | 1 - 2                    | USM Setif                  |                                                                                  |                                       |                          |  |  |
| 8                                   | CA Batna              | 1 - 0                    | USH Constantine            |                                                                                  |                                       |                          |  |  |
| 9                                   | USM Ain Beida         | 1 - 2                    | OM Constantine             |                                                                                  |                                       |                          |  |  |
| 10                                  | JSM Skikda            | 4 - 1                    | JSM Bejaïa                 |                                                                                  |                                       |                          |  |  |
|                                     |                       |                          |                            |                                                                                  |                                       |                          |  |  |
| 32                                  | ES Sétif              | Exempt (tenant du titre) | Exempt (tenant du titre)   | Exempt (tenant du titre)                                                         | Exempt (tenant du titre)              | Exempt (tenant du titre) |  |  |

(*) WAT-CSS match arrêté a la 73e à la suite d'incidents dans le stade. Match rejoué.

## Seizièmes de finale
Les matchs se sont joués le 23 décembre 1967 et 24 décembre 1967
| Ligues du Centre                                             |                 |                             |                            |                                            |                                       |                          |
| 1                                                            | MC Alger        | 2 - 0                       | OMR El Anasser             | Oucif 2e 22e                               | Stade Saint Eugène (Bologhine), Alger |                          |
| 2                                                            | WO Rouiba       | 3 - 2                       | USM Alger                  |                                            |                                       |                          |
| 3                                                            | CR Belcourt     | 3 - 0                       | JS Kabylie                 | Hacène Lalmas ?                            |                                       |                          |
| 4                                                            | NA Hussein Dey  | 3 - 2                       | USM Blida                  |                                            |                                       |                          |
| 5                                                            | OM Saint Eugène | 2 - 1                       | RC Kouba                   |                                            |                                       |                          |
| Ligue de l'Ouest (6e tour régional) joué le 24 décembre 1967 |                 |                             |                            |                                            |                                       |                          |
| 6                                                            | MC Oran         | 3 - 0                       | US Van Oran (les verreies) | Hamida 19e Freha 44e 70e                   | Stade de Mers El Kebir                |                          |
| 7                                                            | SCM Oran        | 2 - 0                       | Nadjah AC                  | Douah 40e Ali Chérif 52e                   | Stade de Mers El Kebir                |                          |
| 8                                                            | RC Relizane     | 2 - 1 a.p                   | ASM Oran                   | Boukhoubza 71e Saffa (1) 119e / Kechra 17e | Stade Benslimane- Mostaganem          |                          |
| 9                                                            | ES Mostaganem   | 3 - 0                       | USM Bel-Abbès              | Khellil 65e Kheirat (1) 67e 70e            | Stade Bouakeul - Oran                 |                          |
| 10                                                           | JSM Tiaret      | 1 - 1 a.p (aux corners 4-3) | GC Mascara                 | tahar 76e /Boudjlal 17e                    | Stade Bouakeul - Oran                 |                          |
| Ligues de l'Est                                              |                 |                             |                            |                                            |                                       |                          |
| 11                                                           | ES Guelma       | 3 - 1                       | SA Sétif                   |                                            |                                       |                          |
| 12                                                           | USM Annaba      | 4 - 2                       | CA Bordj Bou Arreridj      |                                            |                                       |                          |
| 13                                                           | JS Jijel        | 2 - 0                       | USM Setif                  |                                            |                                       |                          |
| 14                                                           | AS Aïn M'lila   | 2 - 0                       | CA Batna                   |                                            |                                       |                          |
| 15                                                           | JSM Skikda      | 7 - 1                       | MO Constantine             |                                            |                                       |                          |
| 16                                                           | ES Sétif        | Exempt (tenant du titre)    | Exempt (tenant du titre)   | Exempt (tenant du titre)                   | Exempt (tenant du titre)              | Exempt (tenant du titre) |

## Huitièmes de finale ( 1er tour national )
| #            | Club 1          | Résultat | Club 2         | Buteurs                                 | Date            | Stade                              | NOTE    |
| ------------ | --------------- | -------- | -------------- | --------------------------------------- | --------------- | ---------------------------------- | ------- |
| 1            | ES Mostaganem   | 0 - 0    | ES Guelma      | -                                       | 3 février 1968  | Stade Habib-Bouakeul, (Oran)       | [ A 1 ] |
| 2            | CR Belcourt     | 2 - 1    | MC Oran        | Selmi 43e, Matem 80e / Fréha 60e        | 3 février 1968  | Stade El Annassers, (Alger)        | -       |
| 3            | AS Ain M'lila   | 0 - 1    | SCM Oran       | Benarab 17e                             | 3 février 1968  | Stade Benabdelmalek, (Constantine) | [ A 2 ] |
| 4            | JSM Skikda      | 1 - 1    | NA Hussein Dey | /                                       | 3 février 1968  | Stade Akid Chabou, Annaba          | [ A 3 ] |
| 5            | OM Saint Eugène | 0 - 2    | USM Annaba     |                                         | 3 février 1968  | Alger                              | -       |
| -            | JSM Tiaret      | 2 - 1    | WA Rouiba      | Beladjine 6e, Banus 44e / Oulakrouz 75e | 3 février 1968  | Stade 19 juin 1965, (Oran)         | [ A 4 ] |
| 6            | ES Sétif        | 3 - 1    | MC Alger       | Koussim 29e 55e, Salhi 83e / Oucif 30e  | 4 février 1968  | Stade Benabdelmalek, (Constantine) | -       |
| 7            | RC Relizane     | 0 - 0ap  | JS Jijel       | -                                       | 4 février 1968  | Stade 19 juin 1965, (Oran)         | [ A 5 ] |
| Match Rejoué |                 |          |                |                                         |                 |                                    |         |
| 8            | JSM Tiaret      | 1 - 3    | WA Rouiba      | Tahar 38e / Kadi 19e, Abrouki 60e 71e   | 17 février 1968 | Stade 19 juin 1965, (Oran)         |         |

## Quarts de finale
Les matchs des quarts de finale se sont joués le 25 février 1968
| #            | Club 1              | Résultat | Club 2           | Buteurs                                           | Date            | Stade                              |
| ------------ | ------------------- | -------- | ---------------- | ------------------------------------------------- | --------------- | ---------------------------------- |
| -            | SCM Oran (D2)       | 1 - 1    | ES Sétif (D1)    | Bouhizeb 12e / Belkhairi 27e                      | 25 février 1968 | Stade 19 juin 1965, (Oran)         |
| 1            | USM Annaba (D1)     | 3 - 1    | CR Belcourt (D1) | Hadjou 11e, Houas 37e, Bounour 52e / Lalmas 20e   | 24 février 1968 | Stade Akid Chabou, (Annaba)        |
| 2            | ESM Guelma (D1)     | 3 - 0    | WO Rouiba (D3)   | Seridi II 21e, Hachouf 40e 80e                    | 25 février 1968 | Stade Benabdelmalek, (Constantine) |
| 3            | NA Hussein Dey (D1) | 2 - 1    | RC Relizane (D3) | Djabar 9e (pen.), Aek Bahmane 69e / Guittoune 50e | 7 avril 1968    | Stade El Annassers, (Alger)        |
| Match Rejoué |                     |          |                  |                                                   |                 |                                    |
| 4            | ES Sétif            | 2 - 1ap  | SCM Oran         | Salhi 76e, Belkhairi 104e / Bouhizeb 88e          | 10 mars 1968    | Stade Benabdelmalek, (Constantine) |

## Demi finales
Les matchs des demi-finales se sont joués le  7 avril et le 5 mai 1968.
| club 1              | score | club 2          | buteurs                                | date et lieu                                  |
| ------------------- | ----- | --------------- | -------------------------------------- | --------------------------------------------- |
| ES Guelma (d1)      | 1 - 2 | ES Sétif (d1)   | Boureghi 54e / Koussim 18e, Mattem 75e | 07/04/1968 Stade Benabdelmalek, (Constantine) |
| NA Hussein Dey (d1) | 2 - 1 | USM Annaba (d1) | H.Saadi 27e, Kassoul 80e/ Hedjou 56e   | 05/05/1968, Stade El Annasser, Alger          |

## Finale
| Entraîneur :   |
| Mokhtar Arribi |

| Entraîneur :           |
| Hamoud Loudahi dit Fez |

| Entraîneur :   |
| Mokhtar Arribi |

| Entraîneur :           |
| Hamoud Loudahi dit Fez |

|  |  |  |  |